# Howard Pinhasik
Howard Pinhasik (Chicago, Illinois, 5 juni 1953) is een Amerikaanse acteur. Hij is het meest bekend door zijn rol in Angels in America uit 2003. Ook verzorgde Pinhasik de motion capture van het personage Leopold Strauss in het computerspel Red Dead Redemption 2 uit 2018.

## Filmografie

### Films
Inclusief korte films
| Jaar | Titel               | Rol           |
| ---- | ------------------- | ------------- |
| 1992 | Miss Rose White     | David         |
| 2014 | Intimate Semaphores | Angry Man 2   |
| 2015 | Miracle Polish      | Salesman      |
| 2016 | Trivia Night        | Niles Pierce  |
| 2016 | The Hudson Tribes   | Chief Walters |

### Series
| Jaar | Titel                        | Rol                   |
| ---- | ---------------------------- | --------------------- |
| 2002 | The Job                      | Pharmacist            |
| 2002 | Law & Order                  | Dr. Neil Zucker       |
| 2003 | Law & Order: Criminal Intent | Cleve Young           |
| 2003 | Angels in America            | Louis' Father         |
| 2018 | The Marvelous Mrs. Maisel    | Steiner Doctor Singer |

### Computerspellen
| Jaar | Titel                 | Rol             |
| ---- | --------------------- | --------------- |
| 2018 | Red Dead Redemption 2 | Leopold Strauss |